# Robert FitzStephen

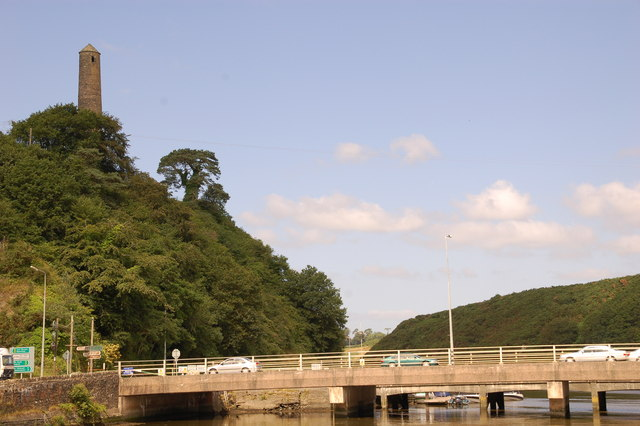
Kriegerdenkmal in Ferrycarrig, errichtet im 19. Jahrhundert auf dem Standort der Burg FitzStephens

Robert FitzStephen (* um 1120; † nach 1182) war ein cambro-normannischer Adliger und ein Anführer der ersten anglonormannischen Invasion Irlands.

## Familie und Herkunft
Er war der Sohn der walisischen Prinzessin Nest ferch Rhys und ihres zweiten Ehemanns Stephen, des Constable von Cardigan Castle. Durch seine Mutter hatte er zahlreiche Halbbrüder, unter anderem Robert FitzHenry, Henry FitzHenry, David FitzGerald und Maurice FitzGerald.

## Burgherr in Wales
Nach dem Tod seines Vaters wurde er ebenfalls Constable von Cardigan Castle und erbte Grundbesitz in Cemais. Er verteidigte die Burg 1145 erfolgreich gegen Hywel ab Owain und weitere walisische Angriffe. 1157 unterstützte er mit eigenen Schiffen den Feldzug König Heinrich II. nach Wales und gehörte zu den Angreifern auf die Insel Anglesey. Bei den dortigen Kämpfen wurde sein Halbbruder Henry FitzHenry getötet, während Robert schwer verwundet auf eines seiner Schiffe entkommen konnte. Er stiftete das Land für die 1164 gegründete Abtei Strata Florida. Um 1165 wurde seine Burg von den Walisern unter Rhys ap Gruffydd erobert und zerstört. Robert wurde gefangen genommen, eingekerkert und kam erst 1167 durch Vermittlung von seinem Halbbruder David, dem Bischof von St Davids, und auf Initiative Dermot MacMurroughs, des gestürzten Königs von Leinster frei, um an der Invasion Irlands teilzunehmen.

## Teilnahme an der ersten anglonormannischen Invasion Irlands
Im Mai 1169 verließ er mit seinem Halbbruder Maurice FitzGerald, seinen Neffen Meiler FitzHenry und Miles of St Davids und seinem Schwiegersohn Hervey de Marisco sowie einer Armee von fast 400 Mann Milford und landete in der Bannow Bay an der Südküste von Wexford, damit war die Armee die erste anglonormannische Armee, die in Irland landete. Am folgenden Tag erhielten sie Unterstützung durch Maurice Prendergast, der mit über 300 Mann ebenfalls in der Bucht landete. Die Invasoren wurden von Dermots Sohn Donal mit 500 irischen Speerträgern unterstützt, Dermot selbst folgte mit zahlreichen weiteren Kämpfern. Die vereinigte Armee griff die Stadt Wexford an, die nach tapferer Verteidigung kapitulierte. Anschließend marschierten sie nach Ossory, wo sie der irische Hochkönig Ruaidhrí Ua Conchobair mit seiner Armee angriff. Die anglonormannischen Invasoren mussten sich bei Ferns verschanzen und handelten schließlich einen Vertrag aus, nach dem Dermot Ruaidhrí als Hochkönig anerkannte und Dermot Herrscher von Leinster blieb, während die Anglonormannen Wexford behielten. Noch im selben Jahr begann FitzStephen im etwa drei Kilometer von Wexford entfernten Ferrycarrig mit dem Bau der ersten anglonormannischen Burg Irlands.
Kurz darauf holte er seine Frau und seine Kinder nach Irland, doch 1171 wurde er von aufständischen Iren in seiner unfertigen Burg belagert und musste sich schließlich ergeben. Zu seiner Unterstützung kam Richard de Clare Strongbow mit einer Armee nach Wexford, doch er konnte die Stadt nur niederbrennen, nachdem die Aufständischen sich mit ihren Gefangenen auf die Insel Begeri nahe dem Hafen von Wexford zurückgezogen hatten. FitzStephen blieb fast ein Jahr gefangen, bis die Aufständischen bei der Ankunft König Heinrichs II. ihn in Ketten dem König auslieferten. Der König schalt FitzStephen für seinen voreiligen Angriff und gab ihn in Ketten an die Iren zurück, die ihn in Reginalds Tower in Waterford einkerkerten. In Lismore ließ Heinrich FitzStephen erneut vorführen, verzieh ihm und bestätigte ihm den Besitz von Wexford. Vor seiner Rückreise nach England im April 1172 ernannte der König ihn zum Stellvertreter des Justitiars von Irland, Hugh de Lacy und übergab ihm zusammen mit Miles de Cogan den südlichen Teil von Munster ohne die Stadt Cork. Die beiden versuchten 1172 mit Philip de Braose North Munster und Limerick zu erobern. Der Feldzug schlug jedoch fehl und sie mussten sich zurückziehen, angeblich wegen der Feigheit de Braoses und des Gesindels, das er aus Wales mitgebracht hatte.
In den folgenden Jahren erlebte FitzStephen weitere Schicksalsschläge. Zahlreiche Gefolgsleute fielen in Kämpfen gegen die Iren, darunter 1178 sein Sohn Ralph und Miles de Cogan. Er selbst geriet 1182 durch einen Aufstand in Munster in Bedrängnis und wurde in Cork belagert. Ein Heer unter seinem Neffen Raymond FitzGerald befreite ihn. Kurz darauf starb er. Da er keine männlichen Erben hatte, erbte sein Neffe Philip de Barry seine Besitzungen.
Giraldus Cambrensis beschreibt ihn als „tapfer und furchtlos, er musste viele Schicksalsschläge erleiden, von kräftiger Statur, freigebig, großzügig und angenehm, doch zu sehr den Frauen und dem Wein zugetan“.